# Dagny
Dagny é uma comuna francesa localizada na região administrativa da Île-de-France, no departamento Sena e Saint Denis. A comuna possui 10420 habitantes segundo o censo de 2014.